# Leyla Gencer

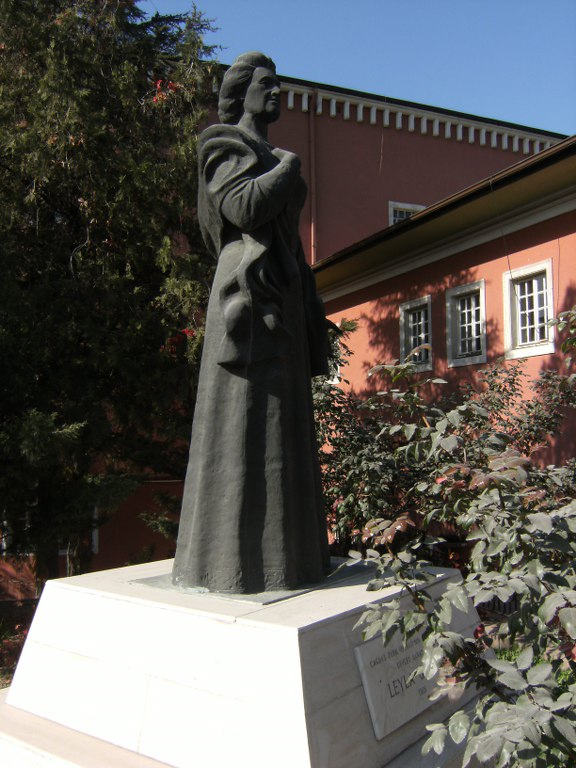
Pomnik Leyli Gencer przed Operą Państwową w Ankarze

Leyla Gencer (ur. 10 października 1928 w Polonezköy, zm. 10 maja 2008 w Mediolanie) – turecka śpiewaczka operowa, sopran, jedna z najsłynniejszych wykonawczyń ról bel canto. Nazywana „Królową” oraz „Divą turecką”. Jej matka Alexandra Angela Minakovska była Polką, pochodzącą z Polonezköy – polskiej wioski w Turcji.

## Kariera
Ukończyła konserwatorium w Stambule, po czym uczyła się prywatnie w Ankarze u włoskiej sopranistki Gianniny Arangi-Lombardi i śpiewała w chórze tureckiego teatru narodowego. W 1950 r. zadebiutowała jako Santuzza w Rycerskości wieśniaczej. Jej talent został szybko dostrzeżony w kraju, jednak artystka już po trzech latach wyjechała na zawsze z Turcji, by robić karierę na scenach włoskich. Miała tam spędzić resztę swojego życia.
W 1953 r. wystąpiła w Teatrze San Carlo w Neapolu jako Santuzza, gdzie następnie kreowała role Tatiany w Eugeniuszu Onieginie oraz Madame Butterfly. W 1957 r. zadebiutowała w La Scali w światowej prapremierze Dialogów karmelitanek jako pani Lidoine. Przez kolejne lata wykonywała tam role Leonory w Mocy przeznaczenia, Elżbiety w Don Carlosie oraz role bel canto; zdobyła sławę niedoścignionej interpretatorki dzieł Gaetana Donizettiego. Jej najbardziej znaną rolą okazała się Łucja z Lammermooru oraz Elżbieta w Robercie Diable. Uważana jest za jedną z głównych twórczyń powrotu zainteresowania Donizettim i jego twórczością, także operami całkowicie zapomnianymi.
W 1962 r. po raz pierwszy wystąpiła w Covent Garden. Wykonywała na tej scenie partie Elżbiety (Don Carlos), a następnie Donny Anny (Don Giovanni). Pojawiała się też na licznych amerykańskich scenach operowych, nigdy jednak nie wystąpiła w Metropolitan Opera, chociaż w 1956 r. rozważano możliwość powierzenia jej tytułowej roli w nowej produkcji Toski. W 1985 r. po raz ostatni zaśpiewała na scenie operowej, chociaż jeszcze przez siedem lat dawała koncerty i recitale. Od 2007 r. do śmierci prowadziła szkołę dla młodych śpiewaków przy La Scali.
Zgodnie ze swoim życzeniem jej ciało zostało skremowane, a prochy rozrzucone w wodach Bosforu.

## Dyskografia
- Vincenzo Bellini: Norma / 1966, de Fabritiis, Gencer, Cossotto
- Bellini: Norma / 1965, Gavazzeni, Gencer, Simionato
- Bellini: Beatrice di Tenda1964 / Gui, Gencer, Zanasi
- Bellini: I Puritani 1961 / Quadri, Gencer, Raimondi
- Pacini: Saffo 1967 / Gencer, Del Bianco, Mattiucci
- Cherubini: Medea 1968/ Gencer, Bottion
- Mayr: Medea in Corinto 1976/ Ferro, Gencer, Johns
- Gluck: Alceste 1967/ Gui, Gencer, Picchi
- Chopin: Polish Songs; Liszt / Leyla Gencer, Nikita Magaloff
- Donizetti: Anna Bolena 1958/ Gavazzeni, Gencer, Simionato, et al
- Donizetti: Anna Bolena 1965/ Gavazzeni, Gencer, Cava, et al
- Donizetti: Caterina Cornaro 1972 / Cillario, Gencer, Aragall
- Donizetti: Les Martyrs / 1975 Camozzo, Gencer, Bruson, et al
- Donizetti: Les Martyrs / 1978 Gelmetti, Gencer, Bruson, et al
- Donizetti: Lucrezia Borgia / 1970 Gracis, Gencer, Raimondi et al.
- Donizetti: Lucrezia Borgia / 1966 Franci, Gencer, Aragall, Petri et al.
- Donizetti: Maria Stuarda / 1967 Molinari-Pradelli, Gencer, Verret, Tagliavini et al.
- Donizetti: Messa di Requiem / Gavazzeni, Teatro La Fenice
- Donizetti: Roberto Devereux 1964 / Gencer, Cappuccilli, et al.
- Donizetti: Belisario 1969 / Gavazzeni, Gencer, Taddei et al.
- Mozart: Don Giovanni 1960/ Molinari-Pradelli, Gencer, Petri, Bruscantini, Stich-Randall et al
- Mozart: Don Giovanni 1962/ Solti, Gencer, Jurinac, Freni
- Ponchielli: La Gioconda 1971 / de Fabritiis, Gencer, Raimondi
- Zandonai: Francesca da Rimini 1961 / Capuana, Gencer, Cioni et al.
- Rossini: Elisabetta, Regina d’Inghilterra 1971/ Sanzogno, Gencer, Grilli
- Verdi: I due Foscari 1957/ Serafin, Gencer, Guelfi
- Verdi: Battaglia di Legnano 1959/ Gencer, Limarilli
- Verdi: Rigoletto 1961/ Quadri, Gencer, McNeil, Raimondi
- Verdi: Gerusalemme 1963/ Gavazzeni, Gencer, Aragall, Guelfi
- Verdi: I Vespri Siciliani 1965/ Gavazzeni, Gencer, et al
- Verdi: Macbeth 1960/ Gui, Gencer, Taddei, Picchi et al.
- Verdi: Macbeth 1968/ Gavazzeni, Gencer, Guelfi, Corradi, et al
- Verdi: Attila 1972/ Silipigni, Gencer, Hines
- Verdi: Ernani 1972/ Gavazzeni, Gencer, Bergonzi
- Verdi: Simon Boccanegra 1961/ Gavazzeni, Gobbi, Gencer
- Verdi: Trovatore 1957/Previtali, Gencer, Del Monaco, Barbieri, Bastianini
- Verdi: Un ballo in maschera 1961/ Gencer, Bergonzi
- Verdi: Aida 1966/ Capuana, Gencer, Bergonzi, Cossotto
- Verdi: La Forza del Destino 1957/ Serafin, Gencer, Di Stefano
- Verdi: La Forza del Destino 1965/ Molinari Pradelli, Gencer, Bergonzi